# Dániel Böde
Dániel Böde (* 24. října 1986, Szekszárd, Maďarsko) je maďarský fotbalový útočník a reprezentant, který v současnosti hraje za klub Ferencváros.

## Klubová kariéra
V Maďarsku působil v seniorské kopané v klubech Paksi SE 2005–2012, Ferencváros (2012–).

## Reprezentační kariéra
V A-mužstvu Maďarska debutoval 6. 2. 2013 v přátelském zápase v Beleku proti týmu Běloruska (remíza 1:1).

S maďarským národním týmem slavil v listopadu 2015 postup z baráže na EURO 2016 ve Francii. Německý trenér maďarského národního týmu Bernd Storck jej zařadil do závěrečné 23členné nominace na EURO 2016 ve Francii. Maďaři se ziskem 5 bodů vyhráli základní skupinu F. V osmifinále proti Belgii se po porážce 0:4 rozloučili s turnajem.